# Patapius spinosus
Patapius spinosus är en insektsart som först beskrevs av Rossi 1790.  Patapius spinosus ingår i släktet Patapius och familjen Leptopodidae. Inga underarter finns listade i Catalogue of Life.